# Municipio de West Fork (condado de Monona)
El municipio de West Fork (en inglés: West Fork Township) es un municipio ubicado en el condado de Monona en el estado estadounidense de Iowa. En el año 2010 tenía una población de 274 habitantes y una densidad poblacional de 2,34 personas por km².

## Geografía
El municipio de West Fork se encuentra ubicado en las coordenadas 42°10′47″N 96°5′27″O / 42.17972, -96.09083. Según la Oficina del Censo de los Estados Unidos, el municipio tiene una superficie total de 116.86 km², de la cual 116,83 km² corresponden a tierra firme y (0,02 %) 0,02 km² es agua.

## Demografía
Según el censo de 2010, había 274 personas residiendo en el municipio de West Fork. La densidad de población era de 2,34 hab./km². De los 274 habitantes, el municipio de West Fork estaba compuesto por el 97,45 % blancos, el 1,09 % eran amerindios, el 1,09 % eran de otras razas y el 0,36 % eran de una mezcla de razas. Del total de la población el 2,92 % eran hispanos o latinos de cualquier raza.